# Präsidentschafts- und Parlamentswahl in Peru 2016
Die Präsidentschafts- und Parlamentswahl in Peru 2016 fand am 10. April statt. Die Stichwahl der Präsidentenwahl wurde am 5. Juni durchgeführt.
Bei ihr wurden der Staatspräsident und die Mitglieder des Kongress gewählt.

## Ergebnis

### Präsidentschaftswahl
| Kandidaten                               | Kandidaten            | Parteien               | 1. Wahlgang | 1. Wahlgang | 2. Wahlgang | 2. Wahlgang |
| Kandidaten                               | Kandidaten            | Parteien               | Stimmen     | %           | Stimmen     | %           |
| ---------------------------------------- | --------------------- | ---------------------- | ----------- | ----------- | ----------- | ----------- |
|                                          | Pedro Pablo Kuczynski | Peruanos Por el Kambio | 3.228.661   | 21,0        | 8.596.937   | 50,1        |
|                                          | Keiko Fujimori        | Fuerza Popular         | 6.115.073   | 39,9        | 8.555.880   | 49,9        |
|                                          | Verónika Mendoza      | Frente Amplio          | 2.874.940   | 18,7        |             |             |
|                                          | Alfredo Barnechea     | Acción Popular         | 1.069.360   | 7,0         |             |             |
|                                          | Alan García           | Alianza Popular        | 894.278     | 5,8         |             |             |
|                                          | Gregorio Santos       | Democracia Directa     | 613.173     | 4,0         |             |             |
|                                          | Fernando Olivera      | Frente Esperanza       | 203.103     | 1,3         |             |             |
|                                          | Alejandro Toledo      | Perú Posible           | 200.012     | 1,3         |             |             |
|                                          | Miguel Hilario        | Progresando Perú       | 75.870      | 0,5         |             |             |
|                                          | Antero Flores Aráoz   | Partido Político Orden | 65.673      | 0,4         |             |             |
| Gesamt                                   | Gesamt                | Gesamt                 | 15.340.143  | 100         | 17.152.817  | 100         |
|                                          |                       |                        |             |             |             |             |
| Ungültige Stimmen                        | Ungültige Stimmen     | Ungültige Stimmen      | 3.393.987   | 18,1        | 1.190.079   | 6,5         |
| Wähler                                   | Wähler                | Wähler                 | 18.734.130  | 81,8        | 18.342.896  | 80,1        |
| Wahlberechtigte                          | Wahlberechtigte       | Wahlberechtigte        | 22.901.954  |             | 22.901.954  |             |
|                                          |                       |                        |             |             |             |             |
| Quellen: ONPE, 1. Wahlgang – 2. Wahlgang |                       |                        |             |             |             |             |

### Parlamentswahl
| Listen            | Listen                                                    | Stimmen    | %    | Mandate |
| ----------------- | --------------------------------------------------------- | ---------- | ---- | ------- |
|                   | Fuerza Popular                                            | 4.431.077  | 36,3 | 73      |
|                   | Peruanos Por el Kambio                                    | 2.007.710  | 16,5 | 18      |
|                   | Frente Amplio                                             | 1.700.052  | 13,9 | 20      |
|                   | Alianza para el Progreso del Perú (APP – RN – Somos Perú) | 1.125.682  | 9,2  | 9       |
|                   | Alianza Popular                                           | 1.013.735  | 8,3  | 5       |
|                   | Acción Popular                                            | 877.734    | 7,2  | 5       |
|                   | Democracia Directa                                        | 528.301    | 4,3  | –       |
|                   | Perú Posible                                              | 286.980    | 2,4  | –       |
|                   | Frente Esperanza                                          | 139.634    | 1,1  | –       |
|                   | Partido Político Orden                                    | 68.474     | 0,6  | –       |
|                   | Progresando Perú                                          | 14.663     | 0,1  | –       |
| Gesamt            | Gesamt                                                    | 12.194.042 | 100  | 130     |
|                   |                                                           |            |      |         |
| Ungültige Stimmen | Ungültige Stimmen                                         | 6.557.222  | 35,0 |         |
| Wähler            | Wähler                                                    | 18.751.264 | 81,9 |         |
| Wahlberechtigte   | Wahlberechtigte                                           | 22.901.954 |      |         |
|                   |                                                           |            |      |         |
| Quelle: ONPE      |                                                           |            |      |         |